# Tuberculum majus humeri
Tuberculum majus humeri är en av de två benutskott som sitter lateralt intill överarmsbenets (humerus) huvud (caput humeri). Den andra heter tuberculum minus humeri.

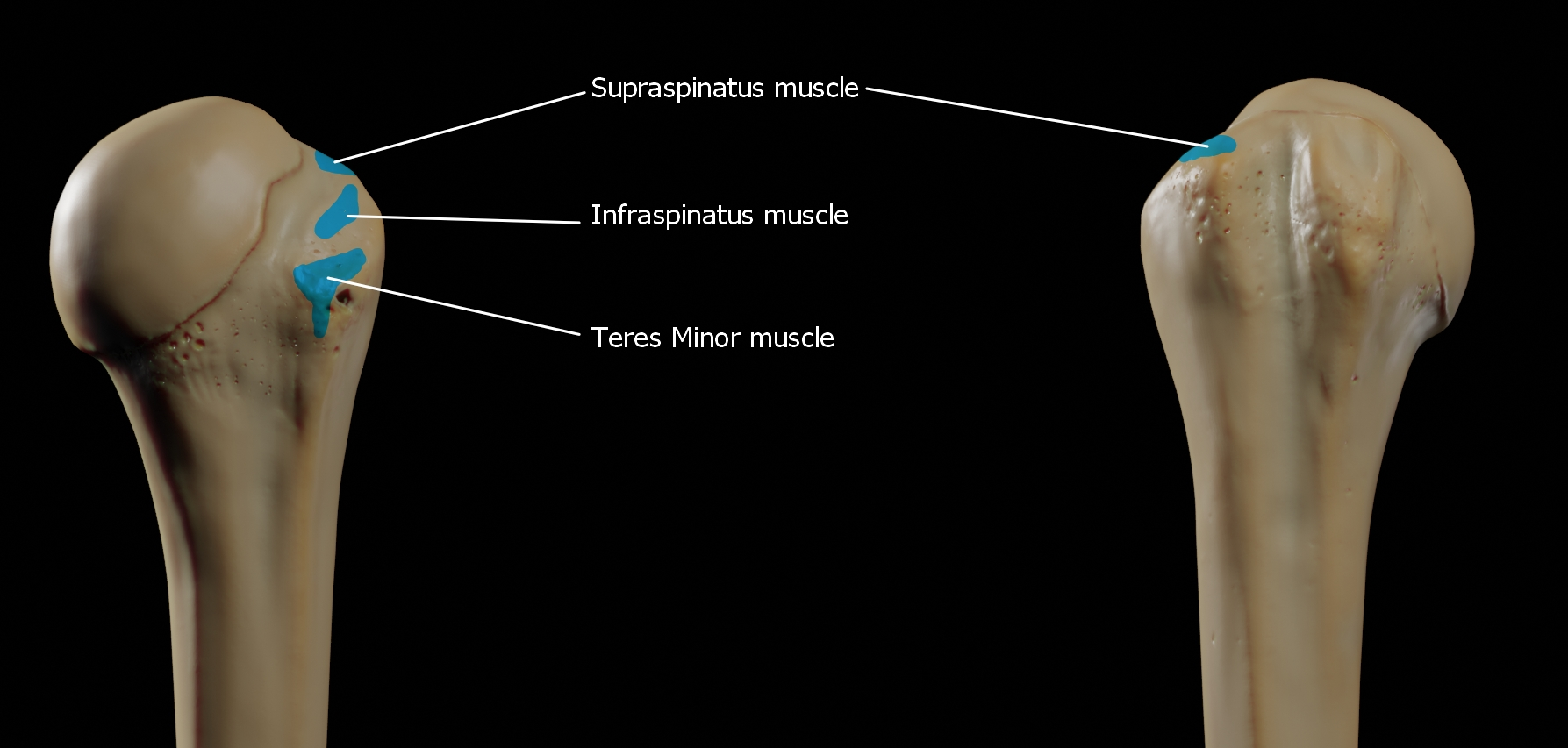
På tuberculum majus har tre av rotatorkuffens fyra muskler sina fästen: M. supraspinatus, m. infraspinatus och m. teres minor.